# Piaski (Gniezno)
Piaski (także jako Piasek) – część miasta Gniezna, w województwie wielkopolskim.
Dzielnica jest położona na wschód od osiedla Stare Miasto. Na jej terenie w latach 60. i 70. XX wieku zostało zbudowane Osiedle Tysiąclecia. Do XVIII wieku była częścią wsi Arkuszewo. Był to teren pagórkowaty, o słabej ziemi, którą wydobywano i wykorzystywano do zasypywania mokradeł między jeziorami Świętokrzyskim i Winiary. Główną ulicą Piasków jest Franklina Roosevelta. Nazwa dzielnicy obecnie nie jest używana.